# Mosonyi László
Mosonyi László (Annavölgy, 1909. június 12. – Budapest, 1998. augusztus 31.) belgyógyász, az orvostudományok kandidátusa (1958), doktora (1981).

## Életpályája
Mosonyi Albert (1869–1958) bányaorvos, tiszti főorvos és Moskovits Regina (1881–1944) fiaként született asszimilált zsidó polgári családban. Középiskolai tanulmányait az esztergomi Szent Benedek-rendi Szent István Katolikus Gimnáziumban végezte, s a numerus clausus korlátozó intézkedései ellenére felvették a budapesti Pázmány Péter Tudományegyetem Orvostudományi Karára kitűnő bizonyítványának köszönhetően. 1933. szeptember 30-án avatták orvosdoktorrá. Medikusként Hári Pál mellett dolgozott a Kórélettani Intézetben. Oklevelének megszerzését követően egy évet a Kórbonctani Intézetben töltött, majd a Korányi Sándor igazgatása alatt működő III. sz. Belgyógyászati Klinikára került gyakornoknak. 1936–1937-ben a Szent Rókus Kórházban kapott állást Haynal Imre osztályán, s ez idő alatt belgyógyász szakorvosi vizsgát tett. 1938-tól bányaorvosi munkát vállalt a Nógrád vármegyei Baglyasalján, ahol 1944-ig dolgozhatott, majd behívták munkaszolgálatra.
A második világháborút követően a II. sz. Belgyógyászati Klinikán kezdte meg hivatásának újbóli gyakorlását, korábbi főnöke és tanítója, Haynal Imre mellett. 1950-ben a Belgyógyászati therápia című tárgykörből egyetemi magántanárrá habilitálták. Klinikai munkássága mellett részt vett a rendszeres egyetemi oktatásban. 1952-ben védte meg kandidátusi értekezését. 1953–1954-ben közel egy évet Albániában töltött, ahol részt vett belgyógyászati szaktanácsadóként az albán nép egészségügyi ellátásának fejlesztésében. 1954-ben kinevezték docensnek és két éven keresztül a dékánhelyettesi tisztséget is ő töltötte be. 1959-ben kinevezték a Bajcsy-Zsilinszky Kórház Belgyógyászati Osztályának vezető főorvosává. 1961-ben az Orvostovábbképző Intézet IV. sz. Belgyógyászati Tanszékére került, docensi rangban. A következő évben egyetemi tanárrá nevezték ki. 1979-ben nyugalomba vonult. 1981-ben a Klinikai szemlélet az elméleti kutatásban, elmélet a klinikumban című értekezése alapján megkapta az orvostudomány doktora címet.
253 tudományos közleményének egy része külföldi lapokban jelent meg. Szakmai tudományos érdeklődésének középpontjában az antibiotikumok mellékhatásai, az endokrinológiai kölcsönhatások és az immunoallergiai alapfogalmak értelmezése állt. Tizenkilenc magyar, német és angol nyelvű szakmunkában írt fejezeteket. Tagja volt a Magyar Belorvosi Archivum és Az Egészség szerkesztőségének.

## Tagságai
- Európai Immunológiai Szövetség tagja
- Amerikai Allergia és Immunológiai Akadémia levelező tagja
- Purkinje Társaság tiszteletbeli tagja
- Lengyel Belgyógyász Társaság tiszteletbeli tagja
- Magyar Elhízásellenes Társaság díszelnöke

## Művei
- A pulmonocoronariás érszűkítő reflexről. Radnai Pállal. (Orvosi Hetilap, 1936, 34.)
- A vénás légembolia keringés-kórtani kérdései. Radnai Pállal. (Orvosi Hetilap, 1936, 35.)
- A vagus reflex ingerlékenységének jelentősége angina pectorisban. Radnai Pállal. – Immunisoantitestek többszörös transfusio után. (Orvosi Hetilap, 1936, 43.)
- Alkaptonuriás család. (Orvosi Hetilap, 1938, 32.)
- Heveny mérgezések haematologiai vonatkozásai. Sellei Camillóval. (Orvosi Hetilap, 1939, 29.)
- A tápanyagok correlatiójának elve. (Gyógyászat, 1940, 45.)
- A légköri viszonyok betegségokozó hatása. (Orvosi Hetilap, 1941, 37.)
- A foglalkozás hatása a szaporodásra. (Orvosi Hetilap, 1942, 35.)
- A vegetatív idegrendszer allergiája mint a betegségek szokásostól eltérő lefolyásának egyik oka. (Orvosok Lapja, 1946, 5.)
- Mérgezés percainos kenőccsel. (Orvosok Lapja, 1947, 1.)
- Vizsgálatok a penicillinadagolás és a szervezet belső milieujének kölcsönhatásáról. Oblatt Erzsébettel, Surjánné Göttinger Margittal, Szécsei Györggyel. (Orvosok Lapja, 1947, 11.)
- A penicillinkiválasztás csökkentése hippursavsynthesist fokozó diaetával. Oblatt Erzsébettel, Surjánné Göttinger Margittal. (Orvosok Lapja, 1947, 23.)
- A vitaminháztartás zavarai penicillinkezelés folyamán. Oblatt Erzsébettel. (Orvosok Lapja, 1947, 38.)
- A penicillinkezeltek digitalis érzékenységéről. Szendei Ádámmal, Pórszász Jánossal. (Orvosi Hetilap, 1948, 10–11.)
- A penicillinkezelés hatása a tápcsatorna baktériumflórájára. Surjánné Göttinger Margittal, Szécsey Györggyel. (Orvosok Lapja, 1948, 12.; 23.)
- A penicillinkezeltek digitalis érzékenységéről. Szendei Ádámmal, Porszász Jánossal. (Orvosok Lapja, 1948, 22.)
- Correlatiós táplálkozási zavarok klinikai tünetei. (Orvosok Lapja, 1948, 37.)
- A penicillin hatása a békaszívre. Szendei Ádámmal. (Orvosi Hetilap, 1949, 12.)
- Streptomycin alkalmazása gümőkóron kívül. (Orvosok Lapja, 1949, 14.)
- Az allergiakutatás haladása a Szovjetunióban. (Orvosi Hetilap, 1949, 23.)
- Antibioticumok és allergia. (Orvosi Hetilap, 1950, 10.)
- Az antibioticumok synergismusáról. Kocsán Károllyal, Kérdő Istvánnal. (Orvosi Hetilap, 1950, 14.)
- Therápiás kísérletek és irányzatok. Adatok a szovjet bibliographiából. (Orvosi Hetilap, 1950, 28.)
- Az endocarditis lenta combinált penicillin-streptomycin kezelése. Haynal Imrével. (Orvosi Hetilap, 1951, 38.)
- Allergia és idegrendszer. Németh Györggyel. (Orvosi Hetilap, 1951, 41.)
- Antibioticumok okozta phagocytosis-gátlás befolyásolása vitaminokkal. Szőke Antallal, Vajda Gyulával. (Orvosi Hetilap, 1952, 33.)
- Tapasztalatok a kationcserélő gyanta alkalmazásáról oedémás betegekben. Juhász Józseffel, Pollák Lilivel, Fehér Lászlónéval. (Orvosi Hetilap, 1953, 7.)
- Az epeutak betegségeinek diagnosztikája és therápiája. (Orvosi Hetilap, 1953, 19.)
- Az allergiakutatás néhány újabb kérdéséről. (Orvosi Hetilap, 1953, 39.)
- Adat a carditis rheumatica és az endocarditis lenta pathogenesisének kérdéséhez. Antalóczy Zoltánnal. (Orvosi Hetilap, 1954, 29.)
- Maláriás és kala-azaros betegek peripheriás vérképéről. (Magyar Belorvosi Archivum, 1955, 3.)
- Az idült máltai láz klinikai és röntgenológiai tünetei. Rencz Antallal. (Magyar Belorvosi Archivum, 1955, 5.)
- A szívizominfarctust kísérő serumfehérjeváltozásokról. Rétsági Györggyel. (Orvosi Hetilap, 1955, 27.)
- Adatok a streptomycin okozta gyógyszerláz keletkezési mechanismusához. Csiky Tivadarral, Oblatt Erzsébettel. (Magyar Belorvosi Archivum, 1956, 5.)
- Modern antibiotikus therapia. (Orvosi Hetilap, 1956, 5.)
- Az antibioticumok okozta túlérzékenység megszüntetéséről. Siegler Péterrel. (Katonaorvosi Szemle, 1956, 6.)
- Az antibioticumok synergismusa és antagonismusa. Kocsán Károllyal, Kérdő Istvánnal. (Magyar Belorvosi Archivum, 1957, 5–6.)
- A belső betegségek antibiotikus kezelésének irányelvei. (Budapest 1958, 2. átdolgozott kiadás. Budapest, 1968)
- A streptomycin hatása a mellékveseműködésre. Mincsev Mihállyal, Pollák Lilivel, Németh Évával. (Magyar Belorvosi Archivum, 1959, 2–3.)
- Kísérletes vizsgálatok a szervezet vírusfogékonyságára vonatkozólag antibiotikus kezelés után. Többekkel. (Magyar Belorvosi Archivum, 1959, 1.)
- Belgyógyászati therápia. (Budapest, 1960)
- Az antibiotikus kezelés hatása a szervezet immunbiológiai állapotára. Csiky Tivadarral, Oó Máriával, Rétsági Györggyel. (Magyar Belorvosi Archivum, 1960, 3.)
- A phenmetrazin-származékok hatása a női cyclusra. Gimes Rezsővel, Papp Katalinnal, Szilágyi Gézával. (Magyar Nőorvosok Lapja, 1961, 1.)
- Spontán remissiók chronikus leukaemiában. (Magyar Belorvosi Archivum, 1961, 3.)
- Kísérlet a kórházi baktériumtörzsek antibiotikum-resistentiájának reversiójára. Horváth Imrével, Jekkel Magdával, Soós Ilonával. (Orvosi Hetilap, 1961, 14.)
- Thyreoiditis subacuta, mint az infectiosus mononucleosis szövődménye. Rusvai Antallal. (Magyar Belorvosi Archivum, 1962, 2.)
- Fertőző betegségek és endokrin rendszer. (Magyar Belorvosi Archivum, 1962, 5.)
- Postinfectiós „hyperthyreosis”. Szécsényi Nagy Lászlóval, Szilágyi Gézával. (Magyar Belorvosi Archivum, 1963, 3.)
- Gyakorlati belgyógyászat. (Budapest, 1963)
- Az endokrinológia haladása. (Magyar Belorvosi Archivum, 1965, 3.)
- A belső elválasztású szervek daganatainak „functionalis pathologiai” szemlélete. (Magyar Belorvosi Archivum, 1966, 3.)
- Többszörös fejlődési rendellenességgel járó öröklődő 19-20. trisomiás mosaicus. Schuler Dezsővel, Ács Évával, Kiss Sándorral. (Gyermekgyógyászat, 1966, 12.)
- Határterületi differenciáldiagnosztika. Szerk. Mosonyi László. (Budapest, 1966)
- Adatok a szervezet citrát-kinetikájához. Ács Évával. (Magyar Belorvosi Archivum, 1967)
- A régi és az új orvosi irányzatok tükröződése napjaink továbbképzésében. (Felsőoktatási Szemle, 1967, 3.)
- A tudományos kutatás eredményeinek érvényesülése az orvosi gyakorlatban. (Akadémiai Értesítő, 1968, 2.)
- Sex chromatin negatív, többszörös mosaicismus, nők phaenotypussal, isolált káliumvesztéssel, homosexualis magatartással. László Jánossal, Halmy Lászlóval. (Magyar Belorvosi Archivum, 1970, 4.)
- Az antibiotikumok hatásmechanizmusa és klinikai hatásossága. (MTA Orvosi Tudományok Osztályának Közleményei, 1971)
- Thyrocalcitonint termelő daganatok klinikuma. (Magyar Belorvosi Archivum, 1971, 2.)
- A légzőrendszer immunológiai reactiói és immunbetegségei kezelésének elvi szempontjai. (Fül- orr- gégegyógyászat, 1974, 1.)
- Endocrin daganatok diagnosticája és műtéti indicatiói. Littmann Imrével, Szilágyi Gézával, Barda Lászlóval. (Magyar Belorvosi Archivum, 1974, 2.)
- Az endokrin tumorok humorális tényezőinek részvétele a fiziológiás hormonszabályozásban. (Magyar Belorvosi Archivum, 1978, 2.)
- Endokrin rendszer és vese. (Magyar Belorvosi Archivum, 1981, 1.)

## Díjai, elismerései
- Szocialista Munkáért Érdemérem (1955)[8]
- Kiváló Orvos (1956)
- Purkinje-érdemrend (1975)
- Munka Érdemrend arany fokozata (1969, 1979)[9][10]
- Oktatásügy Kiváló Dolgozója (1973)
- Magyar Köztársasági Érdemrend tisztikeresztje (1992)
- Batthyány-Strattmann László-díj (1992)